# Dicranoloma weymouthii
Dicranoloma weymouthii là một loài Rêu trong họ Dicranaceae. Loài này được (Müll. Hal.) Paris mô tả khoa học đầu tiên năm 1904.